# 高城町 (鹿児島県)
高城町（たきちょう）は鹿児島県の北西部、薩摩郡（1896年以前は高城郡）に属していた町。
1965年（昭和40年）4月15日に川内市（現在の薩摩川内市）に編入され、自治体としては消滅した。

## 概要
川内平野の北端部、高城川の流域に位置し、東西9.15キロメートル、南北17.45キロメートルに及ぶ。町役場は麦之浦に置かれていた。1965年2月1日時点の総人口は9,215人、世帯数は2,299戸、編入直前の昭和35年国勢調査（1960年10月1日）時点ではそれぞれ10,485人、2,462戸であった。
高城町は麓、城上、麦之浦、湯田、西方の5大字から編成されており、現在の高城町（編入時に麓から改称）、城上町、陽成町（編入時に麦之浦から改称）、湯田町、西方町の全域が当時の町域にあたる。

## 地理
- 河川：高城川

## 沿革
江戸時代には薩摩藩の行政区域「高城郷」が町域そのまま（1957年の編入地域を除く）に置かれており、麓集落が麓村にあった。明治初期の戸長役場も麓村にあったが、町村制以降（時期不明）は麦之浦が行政の中心となった。
- 1889年（明治22年）4月1日 - 町村制施行に伴い麓村、城上村、麦之浦、湯田村、西方村が合併し、高城村が成立。
- 1897年（明治30年）4月1日 - 高城郡が薩摩郡に編入され、薩摩郡のうちとなる[8]。
- 1957年（昭和32年）4月1日 - 下東郷村大字田海（現在の薩摩川内市田海町）の一部を大字城上に編入。
  - 編入地域のうち、特に下之段地区では消防・小学校（吉川小学校）を高城村側と共同運営しており、日常面でも高城村と密接な関係にあった[9]。村役場職員2名を受け入れ[10]。面積は65.16 km²から68.72 km²に広がった[11]。
- 1959年（昭和34年）12月31日 - 高城村が町制施行し、高城町となる。
- 1965年（昭和40年）4月15日 - 高城町が川内市に編入される。町役場は川内市役所高城支所（後に出張所に格下げ）となる。

## 地域

### 教育

#### 中学校
- 高城町立高城東中学校（1991年に下東郷中学校と統合し薩摩川内市立平成中学校を新設）
- 高城町立高城西中学校（2012年に薩摩川内市立水引中学校に統合）

#### 小学校
- 高城町立高来小学校
- 高城町立城上小学校
- 高城町立吉川小学校（1957年まで下東郷村との一部事務組合立であった）
- 高城町立陽成小学校
- 高城町立湯田小学校
- 高城町立西方小学校

## 交通

### 道路

#### 国道
- 国道3号

#### 県道
- 鹿児島県道339号東郷西方港線
- 鹿児島県道341号吉川川内線
- 鹿児島県道345号下東郷阿久根線

### 鉄道
- 日本国有鉄道鹿児島本線
  - 西方駅 - 薩摩高城駅

## 名所・旧跡・観光スポット・祭事・催事
- 川内高城温泉
- 西方海水浴場